# Нова Вирбовка
Но́ва Вирбо́вка (болг. Нова Върбовка) — село у Великотирновській області Болгарії. Входить до складу общини Стражиця.

## Населення
За даними перепису населення 2011 року у селі проживали 252 особи.
Національний склад населення села:
| Національність   | Кількість осіб | Відсоток |
| ---------------- | -------------- | -------- |
| болгари          | 220            | 89,8%    |
| турки            | 7              | 2,9%     |
| цигани           | 4              | 1,6%     |
| інша             | 0              | 0%       |
| не визначились   | 14             | 5,7%     |
| Всього відповіли | 245            |          |

Розподіл населення за віком у 2011 році:
Динаміка населення: